# 鹿児島県道262号霜出南別府線
鹿児島県道262号霜出南別府線（かごしまけんどう262ごう しもでみなみべっぷせん）は、鹿児島県南九州市を通る一般県道である。

## 概要

### 路線データ
- 起点：鹿児島県南九州市知覧町東別府（塗木交差点、鹿児島県道34号枕崎知覧線交点）
- 終点：鹿児島県南九州市知覧町南別府（松ヶ浦交差点、国道226号交点）

## 路線状況

### 重複区間
- 鹿児島県道29号石垣加世田線（南九州市知覧町塩屋）

## 地理

### 通過する自治体
- 南九州市

### 交差する道路
| 交差する道路                            | 交差する場所 | 交差する場所        |
| --------------------------------------- | ------------ | ------------------- |
| 鹿児島県道34号枕崎知覧線（南薩縦貫道）  | 知覧町東別府 | 塗木交差点 / 起点   |
| 鹿児島県道29号石垣加世田線 重複区間起点 | 知覧町塩屋   |                     |
| 鹿児島県道29号石垣加世田線 重複区間終点 | 知覧町塩屋   | 松山交差点          |
| 国道226号                               | 知覧町南別府 | 松ヶ浦交差点 / 終点 |

### 交差する鉄道
- 指宿枕崎線

### 沿線
- JR九州指宿枕崎線 松ヶ浦駅
- 南九州市立松山小学校
- 南九州市立松ヶ浦小学校